# المعهد الكونغوي للمحافظة على الطبيعة

شعار المعهد الكونغولي للمحافظة على الطبيعة

المعهد الكونغولي للمحافظة على الطبيعة اختصارا (ICCN) هي مؤسسة عامة مهتمة بالحدائق الوطنية في الكونغو - كينشاسا. يترأسها حاليا إييف موبندو يوغو.

## التاريخ
تم تأسيس معهد يحمل اسم «معهد الحدائق الوطنية في الكونغو البلجيكية» عام 1934 وذلك من أجل إدارة الحدائق التي تأسست عام 1925 وهي حديقة ألبرت وحديقة فيرانغا الوطنية. وفي عام 1938 وعام 1939، تم إنشاء كل من حديقة غارامبا الوطنية وحديقة أوبيمبا الوطنية وكانتا تُداران بواسطة هذا المعهد الذي يُدار بدوره من قبل لجنة توجيهية مقرها في بروكسل.
عند استقلال الكونغو عام 1960، أصبحت وزارة الزراعة الكونغولية تشرف على معهد الحدائق الوطنية في الكونغو البلجيكية. ساهم التمرد والحرب الأهلية في خلق اضطرابات في صفوف الحدائق الوطنية الواقعة شرقا متسببا في مقتل 23 من الحراس والقييمين خلال الصراع.
أُعيد تسميته بالمعهد الوطني للحفاظ على الطبيعة عام 1967.
أُنشئ «المعهد الزائيري لحماية الطبيعة» بعد مرسوم قانون رقم 75-023 المؤرخ في 22 يوليو 1975، ليحل محل المعهد الوطني للمحافظة على الطبيعة. وتم تعديل وإكمال وضعه بعد مرسوم قانون رقم 78-190 المؤرخ في 5 مايو 1978 بشأن اعتباره شركة عامة يُطلق عليها «المعهد الكونغولي للمحافظة على الطبيعة».
عندما أصبحت الزائير تُسمى في عام 1997 جمهورية الكونغو الديمقراطية، حمل المعهد اسم المعهد الكونغولي للمحافظة على الطبيعة.

## وصلات خارجية
- الموقع الرسمي للمعهد